# Иолча (станция)
Иолча — пассажирская промежуточная железнодорожная станция 5-го класса Киевской дирекции Юго-Западной железной дороги на линии Чернигов—Овруч, расположенная между деревнями Голубовка и Новая Иолча. Название станции из-за деревень Новая Иолча и Старая Иолча.

## История
Станция была открыта в 1930 году в составе ж/д линии Чернигов—Овруч. На станции осуществлялись приём и выдача багажа и продажа билетов на поезда местного и дальнего следования, приём и выдача грузов повагонными отправками открытого хранения на местах складского хранения, приём и выдача грузов на подъездных путях. 

## Общие сведения
Станция представлена одной боковой и одной островной платформами. Имеет 2 пути. Есть здание вокзала.
Расположена на вдающемся в территорию Украины выступе белорусской территории, являясь на этом выступе единственной действующей станцией (остальные на участке Славутич — Семиходы — украинские, линия используется для доставки работников Чернобыльской АЭС к месту работы). Территория станции арендуется Украиной у Республики Беларусь, обслуживающий персонал также представлен украинскими гражданами. Вблизи станции — также деревни Новая Иолча, Красное, Голубовка и другие. Станция — единственная, обслуживаемая «Укрзализницей» и при этом расположенная на территории другого государства. 
На станции всего два пути: боковой (используется для приёма, отстоя и отправки черниговских электричек) и главный (используется для транзитного движения «атомных» электричек Славутич—Семиходы).
Действует пункт пограничного и таможенного контроля с белорусской стороны.

## Пассажирское сообщение
Конечная для пригородных поездов из Чернигова. Электрички Славутич — Семиходы следуют мимо станции без остановки, как и по всей белорусской территории.